# 3884 Алфьоров
3884 Алфьо́ров (1977 EM1, 1969 VL3, 1971 DY, 1979 QD4, 1980 TJ12, 3884 Alferov) — астероїд головного поясу, відкритий 13 березня 1977 року.
Тіссеранів параметр щодо Юпітера — 3,204.